# جلال‌الدین التواتی
جلال‌الدین التواتی (انگلیسی: Jaleleddine Touati؛ زادهٔ ۱۲ ژوئیهٔ ۱۹۸۲) بازیکن هندبال اهل تونس است.